# Indotestudo
Indotestudo – rodzaj żółwi z rodziny żółwi lądowych (Testudinidae).

## Zasięg występowania
Rodzaj obejmuje gatunki występujące w Azji (Chiny(?), Indie, Nepal, Bhutan, Bangladesz, Mjanma, Laos, Wietnam, Kambodża, Tajlandia, Malezja i Indonezja). 

## Systematyka

### Etymologia
Indotestudo: łac. India „Indie”; testudo, testudinis „żółw”.

### Podział systematyczny
Do rodzaju należą następujące gatunki: 
- Indotestudo elongata (Blyth, 1854) – żółw podługowaty[6]
- Indotestudo forstenii (Schlegel & Müller, 1844)
- Indotestudo travancorica (Boulenger, 1907)